# Protocolo de Cartagena
El Protocolo de Cartagena cuyo nombre completo es: Protocolo de Cartagena sobre Seguridad de la Biotecnología del Convenio sobre la Diversidad Biológica es un instrumento internacional que regula los organismos vivos modificados, producto de la biotecnología moderna.
Este acuerdo se enfoca específicamente en el movimiento transfronterizo de OVMs (organismos vivos modificados) promoviendo la seguridad de la biotecnología al establecer normas y procedimientos que permitan la transferencia segura, manipulación y el uso de los OVM.

## Objetivo
De acuerdo con el Artículo 1 del Protocolo de Bioseguridad el objetivo primordial es garantizar un nivel adecuado de protección en la esfera de la transferencia, manipulación y utilización seguras de los organismos vivos modificados resultantes de la biotecnología moderna que puedan tener efectos adversos para la conservación y la utilización sostenible de la diversidad biológica, teniendo también en cuenta los riesgos para la salud humana, y centrándose concretamente en los movimientos transfronterizos.

## Origen
Cartagena es el nombre de la ciudad colombiana en la cual, en febrero de 1999, el Protocolo de Bioseguridad fue originariamente programado para ser concluido y adoptado. Sin embargo el protocolo fue finalizado y adoptado un año después el 29 de enero de 2000 en Montreal, Canadá.

## Contenido
El Protocolo de Cartagena cuenta con 40 artículos y 3 anexos siendo estos:
1. Objetivo.
2. Disposiciones generales.
3. Términos utilizados.
4. Ámbito.
5. Productos farmacéuticos.
6. Tránsito y uso confinado.
7. Aplicación del procedimiento de acuerdo fundamentado previo.
8. Notificación.
9. Acuse de recibo de la notificación.
10. Procedimiento de adopción de decisiones.
11. Procedimiento para organismos vivos modificados destinados para uso directo como alimento humano o animal para procesamiento.
12. Revisión de las decisiones.
13. Procedimiento simplificado.
14. Acuerdos y arreglos bilaterales, regionales y multilaterales.
15. Evaluación del riesgo.
16. Gestión del riesgo.
17. Movimientos transfronterizos involuntarios y medidas de emergencia.
18. Manipulación, transporte, envasado e identificación.
19. Autoridades nacionales competentes y centros focales nacionales.
20. Intercambio de información y el centro de intercambio de información sobre seguridad de la biotecnología.
21. Información confidencial.
22. Creación de capacidad.
23. Concienciación y participación del público.
24. Estados que no son partes.
25. Movimientos transfronterizos ilícitos.
26. Consideraciones socioeconómicas.
27. Responsabilidad y compensación.
28. Mecanismo financiero y recursos financieros.
29. Conferencia de las partes que actúa como reunión de las partes en el presente protocolo.
30. Órganos subsidiarios.
31. Secretaría.
32. Relación en el convenio.
33. Vigilancia y presentación de informes.
34. Cumplimiento.
35. Evaluación y Revisión.
36. Firma.
37. Entrada en vigor.
38. Reservas.
39. Denuncia.
40. Textos auténticos.

- Anexo I: Información requerida en la notificaciones de conformidad con los artículos 8, 10 y 13.
- Anexo II: Información requerida en relación con los organismos vivos modificados destinados a uso directo como alimento humano o animal o para procesamiento con arreglo al artículo 11.
- Anexo III: Evaluación del riesgo.

## Signatarios
Hasta la fecha son 170 instrumentos de ratificación o de adhesión los que se han depositado en la Secretaría General de las Naciones Unidas provenientes de las partes del convenio de Diversidad Biológica, a saber:
- África: Argelia, Angola, Benín, Botsuana, Burkina Faso, Burundi, Camerún, Cabo Verde, República Central Africana, Chad, Comoros, Congo, República Democrática del Congo, Yibuti, Egipto, Eritrea, Etiopía, Gabón, Gambia, Ghana, Guinea, Guinea-Bissau, Kenia, Lesoto, Liberia, Libia, Madagascar, Malawi, Mali, Mauritania, Mauricio, Mozambique, Namibia, Níger, Nigeria, Ruanda, Senegal, Seychelles, Sudáfrica, Sudán, Suazilandia, Togo, Túnez, Uganda, Tanzania, Zambia y Zinbabue.

- Asia y el Pacífico: Bangladés, Bután, Camboya, China, Chipre, Corea del Sur, Fiji, India, Indonesia, Irán, Japón, Jordania, Kazastán, Kiribati, Kirguistán, Malasia, Maldivas, Islas Marshall, Laos, Mongolia, Myanmar, Nauru, Niue, Omán, Pakistán, Palau, Papúa Nueva Guinea, Filipinas, Catar, Samoa, Islas Salomón, Arabia Saudí, Sri Lanka, República Árabe Siria, Tayikistán, Tailandia, Tonga, Nueva Zelanda, Turkmenistán, Vietnam y Yemen.

- Europa Central y Oriental: Albania, Armenia, Azerbaiyán, Bielorrusia, Bosnia Herzegovina, Bulgaria, Croacia, República Checa, Estonia, Georgia, Hungría, Letonia, Lituania, Montenegro, Polonia, República de Moldavia, Rumanía, Serbia, Eslovaquia, Eslovenia, Macedonia y Ucrania.

- Latinoamérica y el Caribe: Antigua y Barbuda, Bahamas, Barbados, Belice, Bolivia, Brasil, Colombia, Costa Rica, Cuba, Dominica, República Dominicana, Ecuador, El Salvador, Granada, Guatemala, Guyana, Honduras, México, Nicaragua, Panamá, Paraguay, Perú, Santa Lucía, San Vicente y Granadinas, San Cristóbal y Nieves, Surinam, Trinidad y Tobago y Venezuela.

- Europa Occidental y otros: Austria, Bélgica, Dinamarca, Comunidad Europea, Finlandia, Francia, Alemania, Grecia, Irlanda, Italia, Luxemburgo, Malta, Países Bajos, Noruega, Portugal, España, Suecia, Suiza, Turquía y Reino Unido.